# Rikiya Kawamae
Rikiya Kawamae (川前 力也?, Kawamae Rikiya; Prefettura di Kagawa, 20 agosto 1971) è un ex calciatore giapponese, di ruolo difensore.